# Al-Fahaheel FC
Al-Fahaheel FC es un equipo de fútbol de Kuwait que juega en la Liga Premier de Kuwait, la primera categoría nacional.

## Historia
Fue fundado el 19 de abril de 1964 en Kuwait City. En su historial cuenta con una Copa del Emir, una Copa Federación y varios títulos de la segunda categoría.

## Palmarés
- Kuwait Emir Cup: 1

1986
- Kuwaiti Division One: 6

1969/70, 1972/73, 1975/76, 1978/79, 1989/90, 2012/13
- Kuwait Federation Cup: 1

1973/74